# العلاقات البلجيكية النيوزيلندية
العلاقات البلجيكية النيوزيلندية هي العلاقات الثنائية التي تجمع بين بلجيكا ونيوزيلندا.

## مقارنة بين البلدين
هذه مقارنة عامة ومرجعية للدولتين:
| وجه المقارنة                                              | بلجيكا                                                                              | نيوزيلندا                                              |
| --------------------------------------------------------- | ----------------------------------------------------------------------------------- | ------------------------------------------------------ |
| المساحة (كم2)                                             | 30.53 ألف                                                                           | 268.02 ألف                                             |
| عدد السكان (نسمة)                                         | 11.37 مليون                                                                         | 4.24 مليون                                             |
| الكثافة السكانية (ن./كم²)                                 | 372.42                                                                              | 15.82                                                  |
| العاصمة                                                   | بروكسل                                                                              | ويلينغتون، أوكلاند                                     |
| اللغة الرسمية                                             | اللغة الهولندية، لغة فرنسية، اللغة الألمانية                                        | لغة إنجليزية، اللغة الماورية، لغة الإشارة النيوزيلندية |
| العملة                                                    | يورو، فرنك بلجيكي                                                                   | دولار نيوزيلندي، الجنيه النيوزيلندي                    |
| الناتج المحلي الإجمالي (بليون دولار)                      | 492.68 مليار                                                                        | 205.85 مليار                                           |
| الناتج المحلي الإجمالي (تعادل القوة الشرائية) بليون دولار | 514.74 مليار                                                                        |                                                        |
| الناتج المحلي الإجمالي الاسمي للفرد دولار أمريكي          | 40.32 ألف                                                                           |                                                        |
| الناتج المحلي الإجمالي للفرد دولار أمريكي                 | 43.44 ألف                                                                           |                                                        |
| مؤشر التنمية البشرية                                      | 0.890                                                                               | 0.914                                                  |
| رمز المكالمات الدولي                                      | +32                                                                                 | +64                                                    |
| رمز الإنترنت                                              | .be                                                                                 | .nz                                                    |
| المنطقة الزمنية                                           | توقيت وسط أوروبا، ت ع م+01:00، ت ع م+02:00، توقيت وسط أوروبا الصيفي، أوروبا/بروكسل ‏ | ت ع م+13:00، ت ع م+12:00                               |

## منظمات دولية مشتركة
يشترك البلدان في عضوية مجموعة من المنظمات الدولية، منها:
| علم المنظمة | اسم المنظمة                               | تاريخ انضمام بلجيكا | تاريخ انضمام نيوزيلندا |
| ----------- | ----------------------------------------- | ------------------- | ---------------------- |
|             | الوكالة الدولية للطاقة                    | ?                   | ?                      |
|             | منظمة التجارة العالمية                    | ?                   | ?                      |
|             | الأمم المتحدة                             | 27 ديسمبر 1945      | 24 أكتوبر 1945         |
|             | الاتحاد الدولي للاتصالات                  | 1866                | 3 يونيو 1878           |
|             | منظمة التعاون الاقتصادي والتنمية          | ?                   | ?                      |
|             | مجموعة أستراليا                           | 1985                | 1985                   |
|             | يونسكو                                    | 29 نوفمبر 1946      | 4 نوفمبر 1946          |
|             | الاتحاد البريدي العالمي                   | ?                   | ?                      |
|             | مؤسسة التنمية الدولية                     | 2 يوليو 1964        | 1 أكتوبر 1974          |
|             | منظمة حظر الأسلحة الكيميائية              | ?                   | ?                      |
|             | نظام تحكم تكنولوجيا القذائف               | 1990                | 1991                   |
|             | وكالة ضمان الاستثمار متعدد الأطراف        | 18 سبتمبر 1992      | 22 أبريل 2008          |
|             | منظمة الشرطة الجنائية الدولية             | ?                   | ?                      |
|             | مؤسسة التمويل الدولية                     | 27 ديسمبر 1956      | 31 أغسطس 1961          |
|             | بنك التنمية الآسيوي                       | 1966                | 1966                   |
|             | البنك الدولي للإنشاء والتعمير             | 27 ديسمبر 1945      | 31 أغسطس 1961          |
|             | المنظمة الهيدروغرافية الدولية             | ?                   | ?                      |
|             | الفريق المعني برصد الأرض                  | ?                   | ?                      |
|             | مجموعة الموردين النوويين                  | ?                   | ?                      |
|             | المركز الدولي لتسوية المنازعات الاستشارية | 26 سبتمبر 1970      | 2 مايو 1980            |

## وصلات خارجية
- موقع وزارة الخارجية البلجيكية
- موقع وزارة الخارجية النيوزيلندية